# Tree That Owns Itself

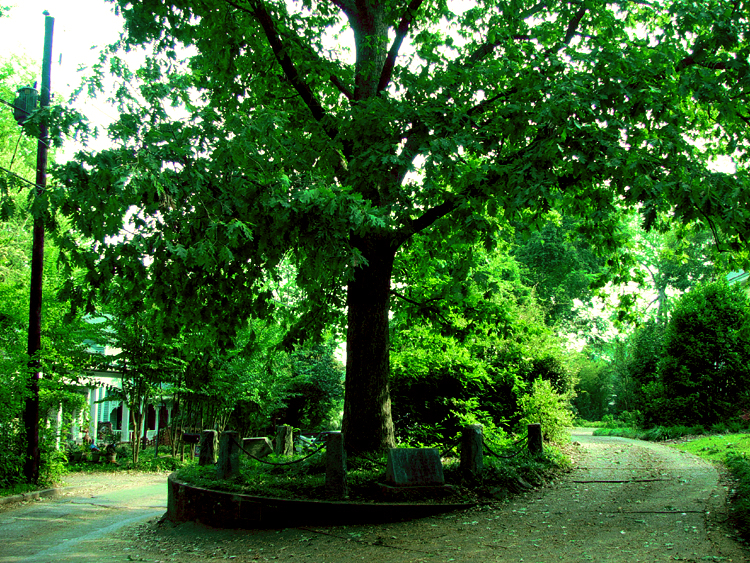
Filho da árvore que pertence a si mesma em 2005

A Tree That Owns Itself (em português: Árvore que pertence a si mesma) é um carvalho branco que tem, segundo a lenda, propriedade legal de si e de toda a terra dentro de 2,4 m de sua base. A árvore, também chamada de Jackson Oak, está localizada na esquina das ruas South Finley e Dearing em Athens, na Geórgia, Estados Unidos. A árvore original, que se pensa ter começado a vida entre meados do século XVI e final do século XVIII, caiu em 1942, mas uma nova árvore foi cultivada a partir de uma das suas bolotas e plantada no mesmo local. A árvore atual é às vezes referida como o Filho da árvore que pertence a si mesma. Ambas as árvores apareceram em numerosas publicações nacionais, e é um marco local.

## Lenda

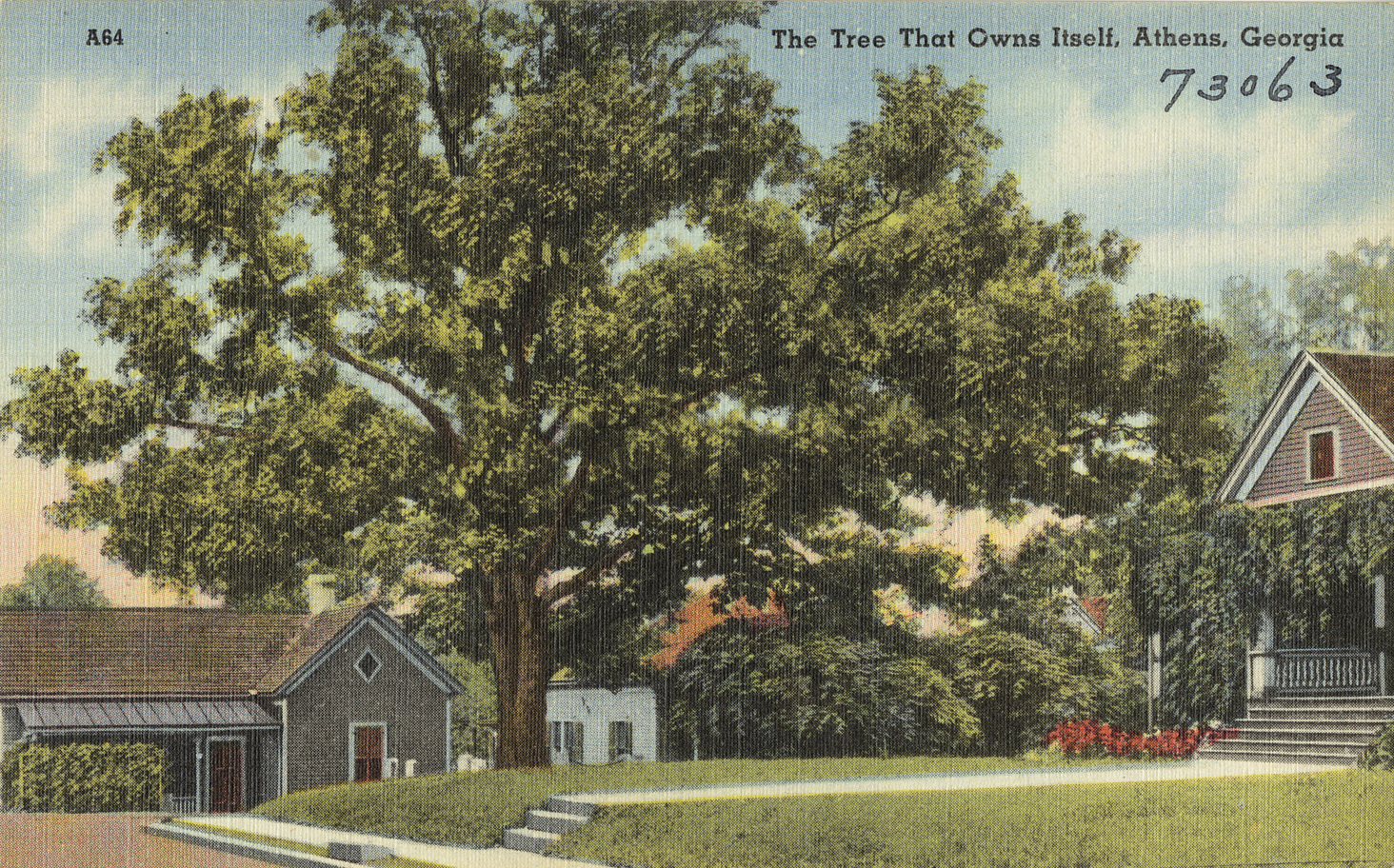
Cartão postal da árvore dos anos 1930 ou 1940

O relato mais antigo da história da árvore vem de um artigo de primeira página intitulado "Deeded to Itself" no Athens Weekly Banner de 12 de agosto de 1890. O artigo explica que a árvore havia sido localizada na propriedade do Coronel William Henry Jackson. William Jackson era filho de James Jackson (um soldado da Revolução Americana, bem como um congressista, senador dos EUA e governador da Geórgia), e pai de outro James Jackson (um congressista e presidente do Supremo Tribunal da Geórgia). Ele era o irmão de Jabez Young Jackson, também um congressista. (William Jackson foi declaradamente professor na Universidade da Geórgia, e às vezes recebe o título de Doutor. A natureza de seu serviço militar e a origem do título "Coronel" são desconhecidas.) Jackson supostamente apreciava as memórias de infância da árvore e, desejando protegê-la, transferiu-lhe a propriedade de si mesma e de suas terras vizinhas. Por várias contas, esta transação ocorreu entre 1820 e 1832. De acordo com o artigo do jornal, a escritura dizia:
Eu, WH Jackson, do condado de Clarke, por um lado, e o carvalho [...] do condado de Clarke, por outro lado: Testemunhas, Que o dito WH Jackson por e em consideração do grande afeto o qual ele carrega a dita árvore, e seu grande desejo de vê-la protegida tem sido transmitido, e por esses presentes transporta para o dito carvalho toda posse de si mesma e de toda a terra a 2,4 m dela por todos os lados.
Não está claro se a história da árvore que pertence a si mesma começou com o artigo do Weekly Banner, ou se foi um elemento do folclore local anterior àquele tempo. O autor do artigo escreve que, em 1890, havia poucas pessoas ainda vivendo que conheciam a história.

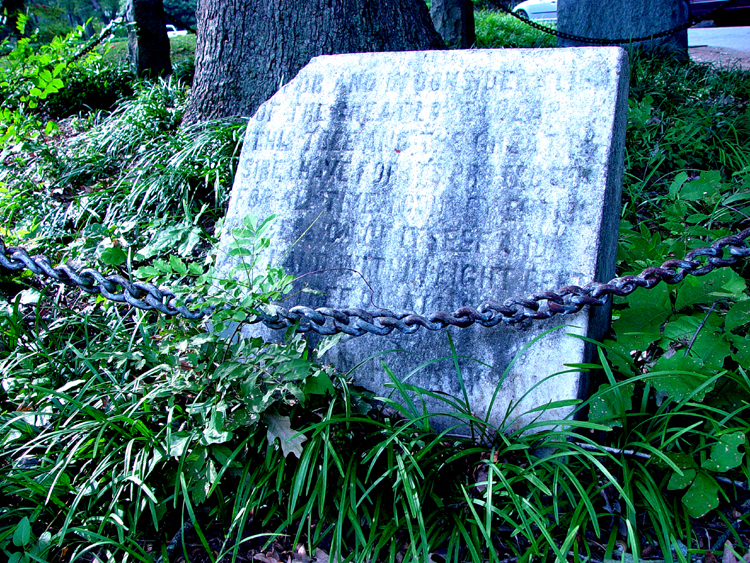
Placa no local, desgastada pela exposição. A pedra detalha vagamente uma passagem do feito de William H. Jackson para a árvore.

A história da árvore que pertence a si mesma é amplamente conhecida e quase sempre é apresentada como fato. No entanto, apenas uma pessoa - o autor anônimo de "Deeded to Itself" - já afirmou ter visto o feito de Jackson para a árvore. A maioria dos escritores reconhece que a ação está perdida ou não existe mais, se é que alguma vez existiu. Tal ação, mesmo que existisse, não teria legitimidade legal. De acordo com o direito comum, a pessoa que recebe a propriedade em questão deve ter capacidade legal para recebê-la, e a propriedade deve ser entregue - e aceita - pelo receptor.
William H. Jackson, de fato, possuía a propriedade no lado oposto da Dearing Street da árvore. Essa trama incluiu o atual 226 Dearing Street, mas no início do século XIX era simplesmente designado Lote#14. A árvore, no entanto, está localizada em uma parte do que era o Lote 15. Jackson e sua esposa Mildred, juntamente com um J. A. Cobb, venderam suas propriedades para um Dr. Malthus Ward em 1832, o mesmo ano citado em uma placa como sendo a data da ação da árvore. Os índices imobiliários do condado de Clarke não contêm nenhuma indicação de quando ou de quem Jackson comprou originalmente a propriedade, apesar de grande parte da terra naquela área ter pertencido a um major James Meriwether. Mesmo que Jackson tenha vivido perto da árvore como um adulto, sua infância foi realmente passada no Condado de Jefferson, não em Athens, tornando menos provável que ele tivesse experimentado verões idílicos de infância brincando debaixo dos galhos da árvore.
Obras recentes sugerem que a metragem quadrada da árvore permanece parte da propriedade na 125 Dearing Street. Esses documentos descrevem uma parcela delimitada a leste pela Finley Street e ao norte pela Dearing Street, uma área que parece englobar a árvore. No entanto, o mapa de plataforma real para essa propriedade claramente não inclui o canto de forma estranha da árvore: sua linha leste fica a cerca de 10 pés (3 m) a oeste da localização da árvore - no que diz respeito ao avaliador, a árvore área não é uma parte dessa propriedade.
Isso não confirma que a árvore seja dona de si mesma, mas sugere que ela seja considerada dentro da faixa de domínio ao longo da Finley Street. O Condado de Atenas-Clarke confirma que a árvore está no direito de passagem e é, portanto, “aceita pelos cuidados” pelas autoridades municipais; de acordo com autoridades municipais, o governo local e os donos da propriedade adjacente servem conjuntamente como “mordomos” para o cuidado da árvore, enquanto o “Junior Ladies” Garden Club de Athens serve como seu “principal defensor”. O escritor observou no início do século XX, "No entanto defeituoso este título pode estar em lei, o público reconheceu." Nesse espírito, é a posição declarada do governo unificado do Condado de Atenas-Clarke que a árvore, apesar da lei, é de fato proprietária de si mesma.

## História
Estima-se que a árvore original que é dona de si tenha começado a vida em algum momento entre meados do século XVI e final do século XVIII. A árvore foi considerada por alguns como a maior árvore de Athens e a árvore mais famosa dos Estados Unidos. A árvore antecedeu a transformação da área em um bairro residencial a partir de meados do século XIX. A residência adjacente à árvore, conhecida como Dominie House, foi construída na esquina da Milledge Avenue com a Waddell Street, em 1883, e foi transferida para seu local atual cerca de vinte anos depois.

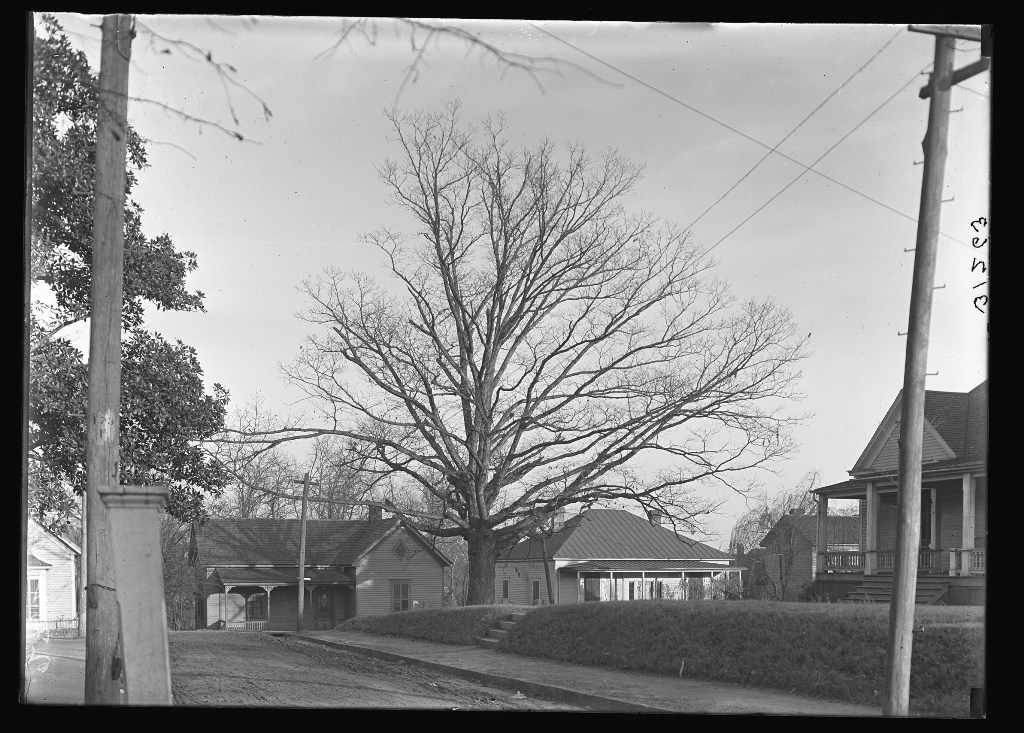
A Árvore que pertence a si mesma original, em 1910

Em 1906, a erosão se tornou aparente na base da árvore. George Foster Peabody pagou para ter novo solo, um tablete comemorativo e uma barricada de correntes apoiada por oito postes de granito instalados ao redor da árvore. Apesar desses esforços, a árvore teria sofrido danos pesados durante uma tempestade de gelo em 1907. Embora as tentativas tenham sido feitas na preservação, a podridão já havia começado e a árvore permanentemente enfraquecida.
O carvalho original caiu na noite de 9 de outubro de 1942, após um longo período de declínio. Seu mau estado era conhecido há anos e, poucos dias após seu colapso, um movimento estava em andamento para substituir a árvore caída por um "filho" criado a partir de uma de suas bolotas. Um relato sugere que a árvore havia realmente morrido vários anos antes de seu colapso, a vítima da podridão radicular. A árvore tinha mais de 30 metros de altura e estimava-se que tivesse entre 150 e 400 anos quando caiu. Foi relatado em outro lugar que a árvore caiu em 1 de dezembro de 1942, sucumbindo não a velhice e doença, mas sim a uma violenta tempestade que assolou grande parte do norte da Geórgia naquela noite, causando danos generalizados e matando várias pessoas. Embora seja possível que parte da árvore tenha permanecido em pé por várias semanas, encontrando um final dramático nas mãos de uma tempestade assassina, apenas a data anterior é apoiada por relatos de jornais. Não se sabe porque a árvore não foi datada contando seus anéis.

## Filho da árvore que pertence a si mesma
Após o desaparecimento da árvore original, seu pequeno terreno ficou vazio por quatro anos. Dan Magill, o jovem filho de Elizabeth Magill, membro do Junior Ladies Garden Club de Athens, sugeriu que o clube de sua mãe encontrasse um substituto para a árvore. Vários atenienses cultivaram mudas de bolotas da árvore original. Um que crescia no quintal do Capitão Jack Watson, com 5 pés (1,5 m) de altura, foi considerado o melhor candidato para transplante. A operação foi dirigida por Roy Bowden, da Faculdade de Agricultura da Universidade da Geórgia, assistida por estudantes do Departamento de Horticultura.
A nova árvore foi oficialmente dedicada em uma cerimônia formal em 4 de dezembro de 1946. O prefeito de Athens, Robert L. McWhorter, presidiu e o Dr. E.L. Hill, pastor da Primeira Igreja Presbiteriana, ofereceu uma curta oração. Também estavam presentes o Capitão e a Sra. Watson e representantes do Garden Club. A presidente do clube, Patsy Dudley, anunciou que seu grupo passaria a ser responsável pela manutenção do terreno da árvore, que havia caído em desuso durante a vaga. A nova árvore, recortada a apenas 3 pés (1 m) para transplante, prosperou em sua nova localização. Esta árvore é considerada, popularmente se não legalmente, como herdeira completa da árvore original. Como tal, é por vezes referido como o Filho da árvore que pertence a si mesma, embora seja geralmente conhecido pelo mesmo título que seu progenitor. A árvore tinha mais de 15 metros de altura.
Em 4 de dezembro de 1996, o Garden Club organizou uma celebração para marcar o quinquagésimo aniversário do plantio da nova árvore. Dan Magill, que quando menino, inspirou o esforço de replantio, serviu como mestre de cerimônias.
Embora a história da árvore que pertence a si mesma seja mais lenda do que história, a árvore se tornou (junto com o Arco da Universidade e o Canhão de Dois Canos) um dos símbolos mais reconhecidos e amados de Athens. É rotineiramente apresentado em guias de viagem e outras informações turísticas, e até ganhou reconhecimento internacional através de publicações como Ripley's Believe It Or Not, onde foi apresentado em várias ocasiões.

## Placas

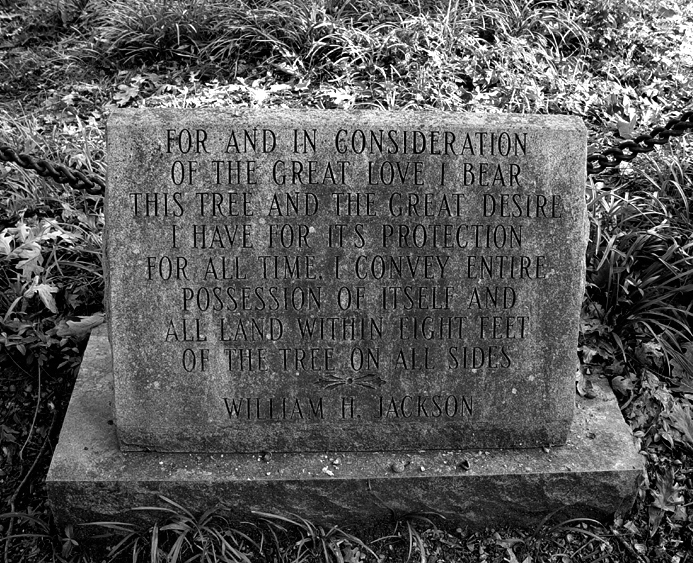
Placa mais nova no local detalhando claramente uma parte do feito de William H. Jackson

O local da árvore contém duas tábuas de pedra. O primeiro é fortemente intemperizado e sofreu a perda de um canto, enquanto o segundo parece ser consideravelmente mais recente. Ambos os tabletes parafraseiam a mesma porção do suposto feito de William H. Jackson na árvore, com pequenas alterações feitas para transformar a linguagem legalista em uma declaração de afeto em primeira pessoa:
POR E EM CONSIDERAÇÃO
DO GRANDE AMOR QUE EU CARREGO
ESTA ÁRVORE E O GRANDE DESEJO
EU TENHO PARA SUA PROTEÇÃO
PARA TODAS AS VEZES, EU TRANSMIÇO TOTAL
POSSE DE SI E
TODA A TERRA DENTRO DE OITO PÉS
DA ÁRVORE EM TODOS OS LADOS
WILLIAM H. JACKSON
Uma pequena placa de latão, mais ou menos do tamanho de uma carta de baralho, está presa ao canto inferior esquerdo da face do mais intemperizado dos dois tabuleiros. Lê-se:
Uma
Descendente da
Árvore
Que pertence a si mesma
Plantado pelo
Junior
Ladies Garden Club
1946
Além das tábuas de pedra, uma placa de latão maior é afixada na parede de retenção de concreto que envolve a árvore. A placa lê:
A ÁRVORE QUE PERTENCE A SI MESMA
Quercus alba
Título consedido a si por Coronel William H. Jackson
circa 1832
Este descendente da árvore original foi plantado por
o Junior Ladies Garden Club em 1946
Registro Nacional de Lugares Históricos 1975
Marco Histórico de Athens 1988
Todo o Distrito Histórico de Dearing Street (do qual a árvore é uma "residente") foi adicionado ao Registro Nacional em 1975. O Distrito incorpora uma área muito limitada pelas ruas Broad, Finley, Waddell e Church, e foi reconhecida por seu significado arquitetônico. A árvore foi designada localmente como um marco histórico em 2 de fevereiro de 1988.